# Korzikai mezei nyúl
A korzikai mezei nyúl (Lepus corsicanus) az emlősök (Mammalia) osztályának a nyúlalakúak (Lagomorpha) rendjébe, ezen belül a nyúlfélék (Leporidae) családjába tartozó faj.

## Elterjedése
Olaszország, valamint a franciaországi Korzika sziget területén honos.

## Megjelenése
A korzikai mezei nyúl hasonlít a mezei nyúlra. Testhossza 44–61 cm, ebből a farok 6,5–11 cm. A füle 9—12,5 cm hosszú. A hátsó lába 11,5—13,5 cm hosszú. Testtömege 1,8—3,8 kg.

## Életmódja
Tápláléka sás, szittyó, pillangósvirágúak, őszirózsafélék, perjefélék, árvacsalánfélék.

## Természetvédelmi állapota
Az élőhelyének elvesztése és a vadászata fenyegeti. Az IUCN vörös listáján a sebezhető kategóriában szerepel.